# Wyna
La Wyna est une rivière suisse, affluent de la Suhre, elle-même affluent de l'Aar. Elle prend sa source dans le canton de Lucerne, au nord de la commune de Neudorf à 660 m d'altitude et se jette dans la Suhre au nord de la commune de Gränichen dans le canton d'Argovie, à une altitude de 385 m.

### Sources
- (de) Cet article est partiellement ou en totalité issu de l’article de Wikipédia en allemand intitulé « Wyna » (voir la liste des auteurs).